# Henry Larsen (norweski wioślarz)
Henry Ludvig Larsen (ur. 16 sierpnia 1891 w Kristianii, zm. 20 stycznia 1969 w Tønsbergu) – norweski wioślarz, dwukrotny medalista olimpijski.
Wystąpił na igrzyskach olimpijskich w Sztokholmie w 1912, gdzie norweska osada Kristiania Roklub w składzie: Mathias Torstensen, Henry Larsen, Theodor Klem, Haakon Tønsager i Ejnar Tønsager (sternik) zdobyła brązowy medal w czwórkach ze sternikiem. W walce o finał Norwegowie przegrali z ostatecznymi srebrnymi medalistami, Brytyjczykami z osady Thames Rowing Club, o 0,4 skundy. Na rozgrywanych osiem lat później igrzyskach olimpijskich w Antwerpii wspólnie z Birgerem Varem, Theodorem Klemem, Perem Gulbrandsenem i Thoralfem Hagenem (sternik) ponownie zajął trzecie miejsce w czwórkach ze sternikiem.